# Diacyclops sardous
Diacyclops sardous – gatunek widłonoga z rodziny Cyclopidae, nazwa naukowa gatunku została po raz pierwszy opublikowana w 1987 roku przez zespół zoologów w składzie: Giuseppe Lucio Pesce i Diana Paola Galassi.